# اپلس
میدان نیروی اُپلس (به انگلیسی OPLS) (پتانسیل های بهینه شده برای شبیه سازی مایع) توسط پروفسور ویلیام ال یورگنسن در دانشگاه پردو و بعداً در دانشگاه ییل توسعه داده شد.

## فرم عملکردی
فرم عملکردی میدان نیروی اپلس بسیار شبیه فرم امبراست :
{\displaystyle E\left(r^{N}\right)=E_{\mathrm {bonds} }+E_{\mathrm {angles} }+E_{\mathrm {dihedrals} }+E_{\mathrm {nonbonded} }}
{\displaystyle E_{\mathrm {bonds} }=\sum _{\mathrm {bonds} }K_{r}(r-r_{0})^{2}\,}
{\displaystyle E_{\mathrm {angles} }=\sum _{\mathrm {angles} }k_{\theta }(\theta -\theta _{0})^{2}\,}
{\displaystyle E_{\mathrm {dihedrals} }=\sum _{\mathrm {dihedrals} }\left({\frac {V_{1}}{2}}\left[1+\cos(\phi -\phi _{1})\right]+{\frac {V_{2}}{2}}\left[1-\cos(2\phi -\phi _{2})\right]+{\frac {V_{3}}{2}}\left[1+\cos(3\phi -\phi _{3})\right]+{\frac {V_{4}}{2}}\left[1-\cos(4\phi -\phi _{4})\right]\right)}
{\displaystyle E_{\mathrm {nonbonded} }=\sum _{i>j}f_{ij}\left({\frac {A_{ij}}{r_{ij}^{12}}}-{\frac {C_{ij}}{r_{ij}^{6}}}+{\frac {q_{i}q_{j}e^{2}}{4\pi \epsilon _{0}r_{ij}}}\right)}
با ترکیب قوانین {\displaystyle A_{ij}={\sqrt {A_{ii}A_{jj}}}} و {\displaystyle C_{ij}={\sqrt {C_{ii}C_{jj}}}} .
برهمکنش های غیر پیوندی درون مولکولی {\displaystyle E_{\mathrm {nonbonded} }} فقط برای اتمهای دارای سه پیوند یا بیشتر شمرده می شوند. 1،4 برهمکنشها توسط "فاکتور فاج" کاهش می یابد {\displaystyle f_{ij}=0.5} ، در غیر این صورت {\displaystyle f_{ij}=1.0} . تمام سایتهای برهم کنش بر روی اتمها قرار دارند. هیچ "جفت تنها" وجود ندارد.

## پارامتر سازی
چندین مجموعه از پارامترهای اپلس منتشر شده است.یک OPLS-ua (اتم متحد) وجود دارد که شامل اتم های هیدروژن در کنار کربن به طور ضمنی در پارامترهای کربن است و می تواند برای صرفه جویی در وقت شبیه سازی استفاده شود. OPLS-aa (تمام اتم ها) به طور مشخص شامل هر اتم است. انتشارات بعدی شامل پارامترهایی برای سایر گروههای کنشی خاص و انواع مولکولها مانند کربوهیدراتها است. شبیه سازی اپلس در محلول آبی معمولاً از مدل آب TIP4P یا TIP3P استفاده می کند .
یک ویژگی متمایز از پارامترهای اپلس این است که آنها به تناسب ویژگی های تجربی مایعات ، از جمله چگالی و گرمای تبخیر ، علاوه بر نصب پروفیل های پیچشی فاز گاز ، بهینه شده اند.

## پیاده سازی
پیاده سازی های مرجع در زمینه نیروی اپلس ، برنامه های BOSS و MCPRO است که توسط یورگنسن ساخته شده است. بسته های دیگر مانند تینکر ، گرومکس ، PCMODEL ، آبالون ، هایپرچم ، لمپس ، دزموند و نامد نیز میدان نیرو اپلس را پیاده سازی کرده اند.